# Serena Auñón
Serena Maria Auñón (Indianapolis, 9 april 1976) is een Amerikaans ruimtevaarder. Zij werd in 2009 door NASA geselecteerd om te trainen als astronaut en ging in 2018 voor het eerst in de ruimte. 
Auñón maakt deel uit van NASA Astronautengroep 20. Deze groep van 14 astronauten begon hun training in augustus 2009 en werden op 4 november 2011 astronaut.
Haar eerste ruimtevlucht Sojoez MS-09 vond plaats in juni 2018. Zij verbleef 6 maanden aan boord van het Internationaal ruimtestation ISS voor ISS-Expeditie 56 en ISS-Expeditie 57. Ze deed aan deze vlucht mee als backup voor Jeanette Epps die oorspronkelijk gepland stond om deel te nemen.